# Anderson Lopes
Anderson Lopes (Recife, 15 de septiembre de 1993) es un futbolista brasileño que juega como delantero en el Lion City Sailors F. C. de la Liga Premier de Singapur.

## Trayectoria
Jugó para clubes como el Avaí, Marcílio Dias, Tombense, Atlético Paranaense y Sanfrecce Hiroshima.

## Clubes
| Club                         | País          | Año       |
| ---------------------------- | ------------- | --------- |
| Avaí F. C.                   | Brasil        | 2013      |
| Marcílio Dias                | Brasil        | 2014      |
| Tombense F. C.               | Brasil        | 2014-2018 |
| Avaí F. C. (cedido)          | Brasil        | 2014-2015 |
| Atlético Paranaense (cedido) | Brasil        | 2016      |
| Sanfrecce Hiroshima (cedido) | Japón         | 2016-2017 |
| F. C. Seoul (cedido)         | Corea del Sur | 2018      |
| Hokkaido Consadole Sapporo   | Japón         | 2019-2021 |
| Wuhan F. C.                  | China         | 2021-2022 |
| Yokohama F. Marinos          | Japón         | 2022-2025 |
| Lion City Sailors F. C.      | Singapur      | 2025-     |

## Palmarés

### Títulos estatales
| Título                | Club                | Estado | Año  |
| --------------------- | ------------------- | ------ | ---- |
| Campeonato Paranaense | Atlético Paranaense | Paraná | 2016 |

### Títulos nacionales
| Título             | Club                | País  | Año  |
| ------------------ | ------------------- | ----- | ---- |
| J1 League          | Yokohama F. Marinos | Japón | 2022 |
| Supercopa de Japón | Yokohama F. Marinos | Japón | 2023 |

### Distinciones individuales
| Distinción                      | Año  |
| ------------------------------- | ---- |
| Máximo goleador de la J1 League | 2023 |
| Máximo goleador de la J1 League | 2024 |